# تابو رامتسی
تابو اندرو رامتسی دوم (متولد۱۷ ژوئیه ۱۹۸۸)، معروف به تابو رامتسی، بازیگر و تهیه‌کننده آفریقای جنوبی است. او بیشتر برای نقش‌هایش در سریال‌های محبوب بخشنده، تغییر دهنده‌های بازی و کالوشی: داستان سلیمان ماهلانگو مشهور می‌شود.

## زندگی شخصی
او در تاریخ ۱۷ ژوئیه ۱۹۸۸ در املازی، کوازولو ناتال، آفریقای جنوبی متولد شد. او بعداً به کمپتون پارک مهاجرت نمود و در مدرسه ابتدایی نورکم پارک تحصیل نمود و بعد از این به دبیرستان نورکم پارک رفت. در دوران مدرسه، او مهارت‌های خود را در بازیگری توسعه داد و در چندین آگهی تلویزیونی و نمایشنامه بازی کرد. او بعداً در رشته حقوق در یونیسا فارغ‌التحصیل شد.
در ژانویه ۲۰۱۹، او توسط گروهی از اعضای انجمن پلیس جامعه (سی پی اف) ژوهانسبورگ مورد خشونت قرار گرفت.

## حرفه
در سال ۲۰۱۰، اولین بازیگری را با سری مسابقه بازیگری قانون کلاس اس آ بی سی انجام داد. سپس در سال ۲۰۱۱ در سریال تلویزیونی Wild at Heart نقش «دیوید» را نقش آفرینی کرد. وی در سال ۲۰۱۲ با فیلم لوبولا ساخته فانی فوری وارد سینما شد و در نقش «ملتسی» نقش آفرینی کرد. وی همچنین در سریال‌های تلویزیونی مانندغلتک‌های بالا به عنوان یتیم «موزی خزوایو» در سال ۲۰۱۳ ظاهر شد.
در سال ۲۰۱۴ در یکی از اپیزودهای سریال بین‌المللی محبوب وطن نقش مهمان را نقش آفرینی کرد. بعد هم در فیلم تلویزیونی تغییر دهنده‌های بازی نقش آفرینی کرد و در نقش قاتل سریالی «دوین مور» در کنار بازیگران معروف بین‌المللی دنیل رادکلیف و بیل پکستون بازی کرد. در سال ۲۰۱۶ با فیلم بلندکالوشی:داستان سلیمان ماهلانگو که بر اساس داستانی واقعی آماده شده بود به محبوبیت رسید. وی در این فیلم نقش اصلی «سولومون کالوشی ماهلانگو» را نقش آفرینی کرد که در سن ۲۳ سالگی توسط حکومت آپارتاید اعدام شد وی در سپتامبر ۲۰۱۶ جایزه بهترین بازیگر مرد را برای این نقش در افتتاحیه جشنواره فیلم بریکس هند بدست آورد.
وی در سال ۲۰۱۷ در فصل ۴ سریال تلویزیونی هارد کپی نقش گزارشگر تحقیقی «توبوگورامو لانگ» را نقش آفرینی کرد.

## فیلم‌شناسی
| سال  | فیلم                           | نقش            | ژانر. دسته           | مرجع. |
| ---- | ------------------------------ | -------------- | -------------------- | ----- |
| ۲۰۱۱ | وحشی در قلب                    | دیوید          | سریال تلویزیونی      |       |
| ۲۰۱۳ | لوبولای فانی فوری              | مطلاتسی        | فیلم                 |       |
| ۲۰۱۴ | بخشنده                         | رابی           | فیلم                 |       |
| ۲۰۱۴ | وطن                            | سرباز برایس    | سریال تلویزیونی      |       |
| ۲۰۱۵ | تغییر دهنده‌های بازی            | دوین مور       | فیلم تلویزیونی       |       |
| ۲۰۱۶ | کالوشی: داستان سلیمان ماهلانگو | سلیمان         | فیلم                 |       |
| ۲۰۱۷ | مدیبا                          | عدالت - نوجوان | مینی سریال تلویزیونی |       |
| ۲۰۱۴ | هارد کپی                       | تبوگو رامولانگ | سریال تلویزیونی      |       |
| ۲۰۱۸ | برج بلند                       | افسر مبرو      | مینی سریال تلویزیونی |       |
| ۲۰۱۸ | در هوا                         | بونگا          | مینی سریال تلویزیونی |       |
| ۲۰۱۹ | سایه                           | کالین          | سریال تلویزیونی      |       |
| ۲۰۱۹ | ۲۰۶۴                           |                | فیلم                 |       |
| ۲۰۲۰ | لاستیک‌های تخت                  | تابو           | سریال تلویزیونی      |       |
| ۲۰۲۲ | آماندلا                        | نکوسانا        | فیلم                 |       |
| ۲۰۲۲ | محاصره سیلورتون                | کالوین         | فیلم                 |       |